# Los Romeros de la Puebla
I Los Romeros de la Puebla sono stati un gruppo musicale spagnolo di sevillana e flamenco, originario di La Puebla del Río in Andalusia.

## Storia del gruppo
L'origine del gruppo risale al 1966, quando il cantante e compositore di sevillana José Manuel Moya fondò con alcuni amici un gruppo musicale chiamato "Los Rocieros de la Puebla", che si esibì per la prima volta in un ristorante a La Puebla del Río per raccogliere fondi da devolvere in beneficenza.
Nel 1968, dopo due anni di attività amatoriale, il gruppo cambiò nome in "Los Romeros de la Puebla", appellativo usato in Andalusia per indicare i fedeli provenienti da ogni parte della Spagna che ogni anno si recano in pellegrinaggio al Santuario del Rocío. Nello stesso anno pubblicarono il loro primo EP intitolato "Sevillanas" con l'etichetta discografica Hispavox.
Nel corso della loro lunga attività, in cui hanno inciso almeno un album all'anno, hanno tenuto numerosi concerti in molti paesi, sia in America che in Europa e in tutta la Spagna, lavorando spesso con altri gruppi e musicisti tra cui Joan Manuel Serrat, Rocío Jurado e Lola Flores, vincendo numerosi premi tra cui alcuni dischi d'oro. Hanno partecipato a molte trasmissioni televisive su reti nazionali come TVE e Antena 3, comparendo anche al cinema nel film Sevillanas del 1992 diretto da Carlos Saura.
Il 22 novembre 2006, in occasione del 40º anniversario dalla nascita del gruppo, tre loro album sono stati premiati e certificati dischi di diamante dalla SGAE per aver venduto oltre 3 milioni di copie.
I Los Romeros de La Puebla sono entrati nel guinness dei primati per essere stato il gruppo musicale attivo da più tempo al mondo mantenendo la loro formazione originaria.

## Formazione
- José Manuel Moya – chitarra e voce (1968 - 2011)
- José Angulo – voce (1968 - 2011)
- Juan Díaz – chitarra e voce (1968 - 2011)
- Faustino Cabello – voce (1968 - 2011)
- Manolo Cabello – voce (1968 - 2011)

## Discografia

### Album
- 1970 – Sevillanas Con Duende (Hispavox, HHS 10-373)
- 1972 – Sevillanas '72 (Hispavox, HHS 10-402)
- 1973 – Sevillanas '73 (Hispavox, HHS 10-415)
- 1974 – Sevillanas '74 (Hispavox, HHS 10-431)
- 1975 – Canciones (Hispavox, HHS 10-445)
- 1975 – Sevillanas '75 (Hispavox, HHS 10-442)
- 1976 – Sevillanas '76 (Hispavox, HHS 10-451)
- 1977 – ... Y Se Llama Andalucía - Sevillanas (Hispavox, HHS 10-470)
- 1978 – El Angelus Y Otras Canciones (Hispavox, S 20.162)
- 1978 – Sevillanas Para Una Nueva Andalucía (Hispavox, HHS 10-489)
- 1978 – Misa De Alba En Las Marismas (Poema Sinfónico En Honor De La Blanca Paloma) (Hispavox, S 60.033)
- 1980 – Sin Fronteras (Hispavox, S 60.378)
- 1981 – Noche De Amor (Hispavox)
- 1982 – Guadalquivir De Coplas (Hispavox, HHS S 60.701)
- 1983 – Estampas Del Sur (Hispavox, 160 006)
- 1984 – Tierra Firme (Hispavox)
- 1985 – Es Mi Camino - Sevillanas '85 (Hispavox, 160 275)
- 1985 – Rocío (Hispavox, (60) 160 306)
- 1986 – Canto A Mi Tierra (Hispavox, 560 40 2014 1)
- 1987 – Sevillanas '87 - Despues De 20 Años (Hispavox)
- 1987 – Canto Al Amor (Hispavox)
- 1987 – Sevillanas (Hispavox, 725 4032294)
- 1988 – Sevillanas '88 (Siempre Amanece) (Hispavox)
- 1989 – Con Amor A Mi Tierra (Hispavox, 066 79 21721)
- 1990 – No Te Olvidaré (Sevillanas '90) (Hispavox, 066 7939361)
- 1991 – Orilla De Cantares (Sevillanas '91) (Hispavox, 066 7962891)
- 1992 – Poetas Para El Cante (con Carmen Linares e Gabriela Ortega) (EMI, 056 7996541)
- 1992 – Sevillanas '92 (Hispavox, 042 7 98910 1)
- 1993 – Volviendo A Soñar (Discos Senador, CD-02579)
- 1993 – A ti Sevilla (Discos Senador, D-01110)
- 1994 – Camino De Vuelta (Coliseum, CD-02602)
- 1994 – Tiempo De Primavera (Discos Senador, CD-02613)
- 1995 – Perfiles de Mi Tierra (Discos Senador, CD-02636)
- 1997 – 30 Años de Romeros (Discos Senador, CD-02686)
- 1997 – Dejando Huella (Discos Senador, CD-02707)
- 1999 – Baila Con Nosotros (Discos Senador, CD-02740)
- 2000 – La Marisma Me Llama (Discos Senador, CD-02768)
- 2003 – Sinfonía Marismeña (Discos Senador, CD-5004)
- 2007 – Toda Una Vida (Prodisco Guadalquivir, PGCD.2049)
- 2007 – ...Y Todo Sigue Igual  (Prodisco Guadalquivir, PGCD.2063)